# Marilyn Eastman
Pour les articles homonymes, voir Eastman (homonymie).
Marilyn Eastman, née le 17 décembre 1933 à Beaver (Iowa) et morte le 22 août 2021 à Tampa (Floride), est une actrice américaine.

## Biographie
Elle démarre à la radio, puis avec son époux Karl Hardman, rejoint la société de production The Latent Image, Inc, alors dirigée par George A. Romero, et basée à Pittsburgh. Elle incarne ainsi Helen Cooper dans le film culte La Nuit des morts-vivants (1968). Elle officie également sur le maquillage et le scénario. Son mari Karl Hardman apparaît à ses côtés dans le film, où il tient le rôle de  Harry Cooper.

## Filmographie
- 1960 : Perry Mason (série télévisée, 1 épisode)  : La secrétaire
- 1968 : La Nuit des morts-vivants (Night of the Living Dead), de George A. Romero : Helen Cooper
- 1995 : L'Invité
- 1995 : Santa Claws : Mrs. Quinn